# Giải bóng đá Ngoại hạng Iraq
Giải bóng đá ngoại hạng Iraq (tiếng Ả Rập: الدوري العراقي الممتاز),(tiếng Anh: Iraqi Premier League) là  hạng đấu cao nhất của hệ thống giải bóng đá Iraq.
Giải đấu được thành lập năm 1974 với tên gọi là Liên đoàn các câu lạc bộ quốc gia Iraq.Hiện tại có 20 đội thi đấu

## Câu lạc bộ

### Các đội vô địch
| Câu lạc bộ        | Số lần vô địch | Năm vô địch |
| ----------------- | -------------- | --- |
| Al-Zawraa         | 14             | 1975–76, 1976–77, 1978–79, 1990–91, 1993–94, 1994–95, 1995–96, 1998–99, 1999–2000, 2000–01, 2005–06, 2010–11, 2015–16, 2017–18 |
| Al-Quwa Al-Jawiya | 7              | 1974–75, 1989–90, 1991–92, 1996–97, 2004–05, 2016–17, 2020–21                                                                  |
| Al-Talaba         | 5              | 1980–81, 1981–82, 1985–86, 1992–93, 2001–02                                                                                    |
| Erbil             | 4              | 2006–07, 2007–08, 2008–09, 2011–12                                                                                             |
| Al-Shorta         | 4              | 1979–80, 1997–98, 2012–13, 2018–19                                                                                             |
| Al-Rasheed        | 3              | 1986–87, 1987–88, 1988–89 |
| Al-Minaa          | 1              | 1977–78 |
| Salahaddin        | 1              | 1982–83 |
| Al-Jaish          | 1              | 1983–84 |
| Duhok             | 1              | 2009–10 |
| Naft Al-Wasat     | 1              | 2014–15 |